# 青森県立種差少年自然の家
青森県立種差少年自然の家（あおもりけんりつたねさししょうねんしぜんのいえ）とは、青森県八戸市にある社会教育施設。

## 概要
青森県八戸市鮫町膳並平にある少年自然の家である。青森県南地域の青少年教育施設として1975年（昭和50年）12月に開所した。国立三陸復興公園のJR八戸線種差海岸駅から徒歩20分、階上岳登山も可能な立地にありながら、周辺には八戸工業地帯もあり、自然の家で過ごすのみならず園外のリクリレーションや社会科見学ができる「都市型の自然の家」である。
自然観察活動、野外活動、創作活動、伝承文化活動、館内活動など、子どもを主体としながらも、内容によっては大人も自然体験、生活体験を満喫することができる。
八戸市市街地から12kmと近く、野外活動はサンドクラフトや、火おこし体験、冬季はスノーチューブすべりなどができる。

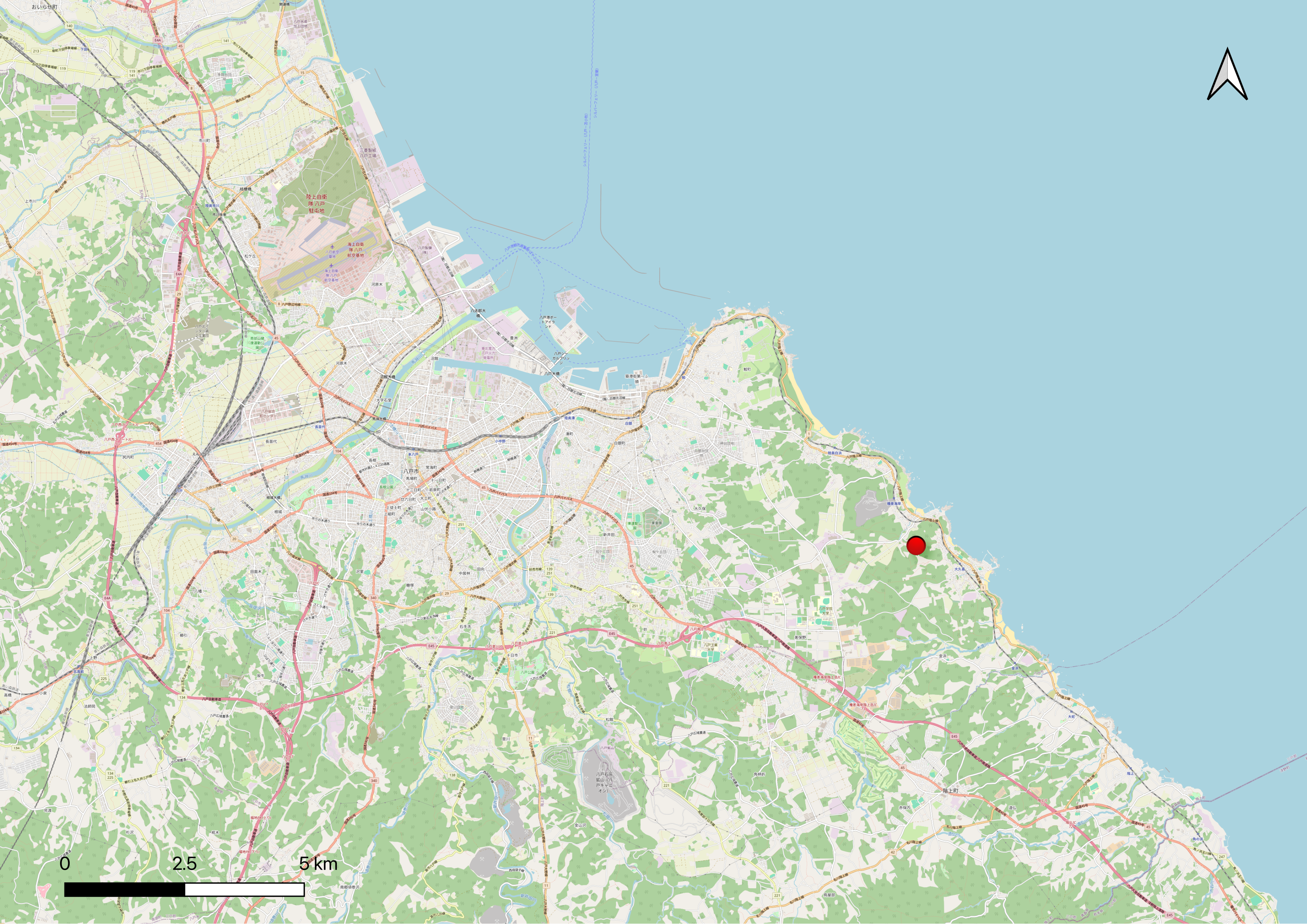
青森県立種差少年自然の家

## 沿革
- 1975年12月 - 開所[2]
- 2022年1月 - 新型コロナウイルス感染拡大のため休館措置[8]
- 2016年4月 - 三八五グリーンネットが指定管理者となる[7]

## 施設

### 屋内施設

#### 研修棟
- 1階 - 統括室、会議室、医務室、事務室、食堂・厨房、玄関ホール、くつ置場
- 2階 - 大ホール、小ホール、自然観察室、自然観察準備室、視聴覚準備室

#### 宿泊棟
- 1階 - 宿泊室 8人用11室、3人用2室（バリアフリー対応）、5人用リーダー室1室、宿直室、ボイラー室、シーツ室、洗面所、男女別トイレ（バリアリー対応）、男女別浴室、物置
- 2階 - 8人用宿泊室13室 、5人用リーダー室1室、物置、男女別トイレ、洗面

### 屋外施設

#### キャンプ場
- キャンプセンター、炊事場、かまど数25ヶ所、常設テント13張（5月～10月）貸出テント17張（４人用×17張）、第1営火場、うんどう広場、男女別トイレ

#### その他
- つどいの広場、あそびの広場、仲よし広場、迷路園、自然観察林、第2営火場

## 体験イベント
2020年2月 親子の体験活動「おいしいおやつをつくろう！」が同施設で開かれた
2020年12月 親子の体験イベント「親子でミニ門松づくり」が同施設の講師らが市内の別施設で開いた。
2021年2月 小中学生と家族が対象のイベント「たねさしワールド エンジョイ！雪遊び」が同施設で開催された。5種類のイベント特設コースでのスノーチューブ滑りやそり遊び、南部せんべい焼き体験、冬の森体験などが行われた
2021年5月 「大人の体験活動～ノルディックで健康ウオーク春～」が八戸市内沿岸の「みちのく潮風トレイル(同施設発、高岩展望台、種差天然芝生地、深久保漁港、白浜海水浴場を経由して葦毛崎展望台着)」で開かれた。
2021年6月 八戸商工会議所が同施設で「八戸市内で体感型まちづくりイベント「フレンドワーク―仲間の輪を広げよう―」を開催し、八戸の魅力を語り合うイベントを開催した。
2021年12月 八戸市と地元新聞社が、体験イベント「みちのく潮風トレイルで王林さんと学ぶ『防災・減災』」を同施設などで開かれた。
2023年7月 子ども仕事体験イベントで地元企業の造船会社でケミカルタンカー造船の工程を学び、同施設でフォトフレームを作った。
2023年8月 青森と山梨の南部町の子どもたちが同施設でいかだ遊びをする交流イベントが開かれた。
2023年12月 小学生を対象とした館内オリエンテーリング、フォトフレームや万華鏡作り、木材を使ってキーホルダー作りに取り組むイベントが同施設で開かれた。

## 校外学習
2020年9月 種差少年自然の家の指導のもと市内中学生らが自作のいかだの作り、実際に市内を流れる新井田川を川下りした

## 園内の植物
カタクリ - 園内の含め周辺地域が群生地。毎年4月に花が咲く。 

## 交通アクセス
| 地点                               | 距離   | 所要時間 |
| ---------------------------------- | ------ | -------- |
| 種差海岸駅から                     | 1.6 km | 徒歩20分 |
| 種差海岸階上岳インターチェンジから | 4.5 km | 車で16分 |
| 八戸駅から                         | 18 km  | 車で40分 |

## 周辺
- 種差海岸
- 蕪島
- マリエント
- 階上岳
- 八戸港